# ハバナ・ムーン
『ハバナ・ムーン』（Havana Moon）は、カルロス・サンタナが1983年に発表したスタジオ・アルバム。コラボレーション・アルバムを除く、純粋なソロ名義のアルバムとしては3作目に当たる。

## 背景
音楽的にはテックス・メックス色が取り入れられており、テキサス州を拠点としているブルース・バンド、ファビュラス・サンダーバーズが「フー・ドゥ・ユー・ラヴ」（ボ・ディドリーのカヴァー）、「ハバナ・ムーン」（チャック・ベリーのカヴァー）を含む5曲に参加した。「キリマンジャロの伝説」は、サンタナ名義のアルバム『ジーバップ!』にも収録されていた曲の別ヴァージョンである。
「ベレーダ・トロピカル」は、ゴンサロ・キュリエルが1936年に作曲したマリアッチの楽曲で、カルロスの父ホセ・サンタナがレコーディングに参加した。なお、カルロスは後年のインタビューで、両親が夫婦喧嘩した後の午前4時にホセがこの曲を歌い、母がその歌声を聴いて、仲直りのきっかけになったという思い出を語っている。

## 反響・評価
母国アメリカでは17週Billboard 200入りし、1983年5月28日付のチャートで最高31位を記録した。スウェーデンのアルバム・チャートでは6回（12週）連続でトップ40入りし、最高6位を記録するヒットとなった。また、ノルウェーのアルバム・チャートでは9週連続でトップ20入りし、最高6位を記録して、カルロスのソロ・プロジェクトによる作品としては初めて、同国でトップ10入りを果たした。
William Ruhlmannはオールミュージックにおいて5点満点中3点を付け「軽めの内容だが、カルロス・サンタナの作品の中でも特に楽しめるものの一つで、彼がここ10年にバンド外で発表してきたアルバムとしては、特に売れただけのことはある」と評している。また、J.D.コンシダインは1983年6月9日付の『ローリング・ストーン』誌のレビューで5点満点中3点を付け「音楽性を広げようという熱意が見られるのは良いが、残念なことに、幅を広げようとするあまり質が損なわれている。『ハバナ・ムーン』は名盤となるはずが、単に良いアルバムで終わっている」と評している。

## 収録曲
2. 4. 6. 7.はインストゥルメンタル。
1. ウォッチ・ユア・ステップ - "Watch Your Step" (Phil Belmonte, Bobby Parker) - 4:01
2. ライトニン - "Lightnin'" (Carlos Santana, Booker T. Jones) - 3:51
3. フー・ドゥ・ユー・ラヴ - "Who Do You Love?" (Ellas McDaniel) - 2:55
4. マッドボーン - "Mudbone" (C. Santana) - 5:52
5. ワン・ウィズ・ユー - "One with You" (B. T. Jones) - 5:21
6. エクアドル - "Ecuador" (C. Santana) - 1:11
7. キリマンジャロの伝説 - "Tales of Kilimanjaro" (C. Santana, Alan Pasqua, Armando Peraza, Raul Rekow) - 4:50
8. ハバナ・ムーン - "Havana Moon" (Chuck Berry) - 4:10
9. ティファナ・ナイト - "Daughter of the Night" (Hasse Huss, Mikael Rickfors) - 4:19
10. 星降るメキシコ - "They All Went to Mexico" (Greg Brown) - 4:51
11. ベレーダ・トロピカル - "Vereda Tropical" (Gonzalo Curiel) - 4:59

## 参加ミュージシャン
- カルロス・サンタナ - ギター、パーカッション、バッキング・ボーカル
- グレッグ・ウォーカー - リード・ボーカル(on #1, #9)
- キム・ウィルソン - リード・ボーカル(on #3)、ハーモニカ(on #2, #3, #4, #5, #8)、バッキング・ボーカル(on #3. #8)
- ブッカー・T・ジョーンズ - リード・ボーカル(on #5, #8)、キーボード(on #1, #2, #4, #5, #8, #9, #10)
- ウィリー・ネルソン - リード・ボーカル(on #10)
- ホセ・サンタナ - リード・ボーカル、ヴァイオリン(on #11)
- ジミー・ヴォーン - ギター(on #2, #3, #4, #5, #8)
- クリス・ソルバーグ - リズムギター(on #7)
- バリー・ベケット（英語版） - キーボード(on #1, #3, #4, #5, #9, #10)
- リチャード・ベイカー - キーボード(on #6)
- アラン・パスクァ - キーボード(on #7)
- デヴィッド・フッド - ベース(on #1, #9, #10)
- キース・ファーガソン - ベース(on #2, #3, #4, #5, #8)
- デヴィッド・マーゲン - ベース(on #7)、パーカッション(on #6)
- グレアム・リアー - ドラムス(on #1, #7, #9, #10)、パーカッション(on #6)
- フラン・クリスティーナ - ドラムス(on #2, #3, #4, #5, #8)
- アルマンド・ペラーサ - ボンゴ(on #5)、パーカッション(on #1, #3, #6, #7, #8, #10)
- ラウル・リコウ - コンガ(on #5)、バッキング・ボーカル(on #3, #8, #10)
- オレステス・ヴィラト - ティンバレス(on #5)、フルート(on #6)、パーカッション(on #1, #3, #7, #8, #10)、バッキング・ボーカル(on #3, #8, #10)
- アレックス・リガートウッド - パーカッション(on #6)
- フラコ・ヒメネス - アコーディオン(on #10)
- ルイス・ゴンザレス - バホ・セクスト(on #11)
- タワー・オブ・パワー・ホーン・セクション(on #1)
- ミック・ジレット - トランペット(on #10)
- ホセ・サルセド、オスカー・チャベス - トランペット(on #11)
- クレア・フィッシャー - ストリングス・アレンジ(on #11)
- エミリオ・カスティロ - バッキング・ボーカル(on #3)
- Candelario López, Roberto Moreno - バッキング・ボーカル(on #11)